# Rörelsesocialism
Rörelsesocialism är en idéströmning inom den svenska arbetarrörelsen, som kan sammanfattas som tanken att den självförvaltande och basdemokratiska organiseringen i sig utgör såväl grund som förutsättning för förverkligandet av socialismen. Den bör ses som ideologisk tillika praktisk motpol till de socialdemokratiska, socialistiska och kommunistiska partiernas hållning, där i stället staten tillskrivs denna roll. 

## Ursprung
Begreppet Rörelsesocialism användes första gången av Mats Dahlkvist i hans essä "Den instängda demokratin - Rörelsesocialism och statssocialism i svensk arbetarrörelse" i "Civilsamhället som demokratins arena", Demokratiutredningens skrift nr 29 (SOU 1999:112). Dahlkvist ville med detta begrepp nyansera den allmänna synen på det socialistiska idéarvet, som i den samtida samhällsdebatten kommit att helt likställas med statssocialism, eller närmare bestämt statsstyrd offentlig sektor.

## Definierande egenskaper
Dahlkvist definierar rörelsesocialism som "sådan praxis och sådana idéer i arbetarrörelsens historia där industriarbetarnas och det övriga ”arbetande folkets” organisering ses som utgångspunkt och tyngdpunkt. Arbetarnas egen organisering och egna erfarenheter ses som bärande strukturer för det nya samhället."
Detta till skillnad från den senare dominerande statssocialismen, som i stort överlåter på staten att även fortsättningsvis fungera som samhällets grund och förvaltare av alla dess funktioner, nya som gamla. Den statliga sfären i samhället blir därmed ensam bärare av den socialistiska tanken, ensam ansvarig för en utökning av demokratiska strukturer, medan allt som eventuellt hamnar utanför denna lämnas därhän.
"De institutionellt–organisatoriska lösningarna söks i linje med självförvaltning och självorganisering. Idéer om demokrati och socialism ses som rörelsebaserad direktdemokrati eller närdemokratisk representativ demokrati".
Rörelsesocialismens integration av den demokratiska principen i hela samhället kan åter jämföras med den statssocialistiska, som accepterar den borgerligt liberala nationens parlamentarism som fullgod representant för demokrati och folkligt inflytande även i det socialistiska samhället.

## Rörelsesocialistisk organisering
Rörelsesocialistisk organisering erbjuder en väg för samhällets lägre klasser till inte endast en högre materiell levnadsstandard men också till deras frigörelse och bemyndigande. Genom sina organisationer blir de obesuttna klasserna successivt i full kontroll över sina egna liv och sin framtid, helt oberoende av politiska och ekonomiska makthavare.
"Rörelsens organisationer, deras medlemsmässiga styrka, deras idémässiga vitalitet och deras demokratiska förankring ses som ett tillräckligt mål. Levande organisationer blir självändamål. Rörelsesocialister tänker sig en decentraliserad organisationskultur och ett decentraliserat samhälle. Rörelsesocialismens tänkande rör sig nerifrån och upp." 
Som organisationsprincip återfinns rörelsesocialismen i dagens samhälle sällan i helt renodlad form. Snarare kan den skönjas ha ett olika stort inflytande överallt, ibland mer och ibland mindre synligt, i alla former av folkrörelsegrundade organisationer.
"Rörelsesocialistiskt tänkande finns historiskt överallt, i mer eller mindre uttalad form, inom både socialdemokratin och kommunismen, eller inom fackföreningsrörelsen och kooperationen. Den tänker sig vanligtvis ett ideologiskt och organisatoriskt pluralistiskt samhälle med olika organisationsformer sida vid sida".
Som exempel på olika slags organisationer inom den rörelsesocialistiska traditionen kan nämnas fackföreningar, sjukkassor, arbetslöshetskassor, spar- och bostadskassor, begravningskassor, kooperativa butiker, kultur- och idrottsföreningar, Folkets Hus och Parker samt tidningar, tidskrifter och bokförlag.

## Rörelsesocialism och syndikalism
Medan de reformistiska fackföreningarna och andra socialdemokratiskt influerade organisationer under 1900-talets första årtionden rörde sig allt närmre en statssocialistisk syn på hur socialismen skulle uppnås, behöll syndikalisterna - främst representerade av Sveriges Arbetares Centralorganisation - en stadig rörelsesocialistisk riktning. "Klasskampen bildar både början och slutet på den sociala revolutionen", skriver Rudolv Holme  i en av flera syndikalistiska programförklaringar som författas runt 1920. Även Frans Severin, Albert Jensen, m.fl. talar om självverksamhet och decentraliserad demokrati som grundstenar i det nya samhälle som skall förverkligas genom de egna organisationerna.
Efter att folkhemmet och sedan nyliberalismen förändrat förutsättningarna för arbetarrörelsens föreningar och den i stort anpassat sig till en hierarkisk ordning, har den förlorat förmågan att mobilisera, marginaliserats och försvunnit eller integrerats med kapitalägarna och staten. Dock finns - som Mats Dahlkvist påpekar - den rörelsesocialistiska tanken fortfarande kvar, men som uttalad målsättning nästan uteslutande endast hos syndikalismen, som ser en ny framtid för rörelsesocialistisk organisering bortom statssocialismens och reformismens död.